# Kraljevstvo Merina
Kraljevstvo Merina (oko 1787. – 1897.), predkolonijalna država u jugoistočnoj Africi koja je dominirala većinom otoka Madagaskara.
Kraljevstvo je nastalo ekspanzijom plemena Merina iz svoje povijesne kolijevke Imerine na središnjoj visoravni i prijestolnice u Ambohimangi, koja je kasnije kad su proširili svoju vlast na gotovo cijeli otok premještena u Antananarivo.

## Povijest

### Pozadina nastanka
Kraljevstvo se zove kao i malgaški narod Merina na čijem je ozemlju nastalo. Prema usmenoj predaji Merina, izvorni stanovnici na njihovoj visoravni bili su Vazimbe, koje su Merine pobijedili i protjerali s visoravni za vladavine svoga kralja Andriamanela u 16. stoljeću. Andriamanela je nastavio širiti svoju prevlast nad cijelom visoravni, koju oni zovu Imerinom. Širenje Imerine nastavili su i nasljednici sve do kralja Andriamasivalone koji je podijelio državu na četiri dijela, te dao četvorici svojih najdražih sinova u njima samostalno vladati. Tad je zavladao stalni sukob između tih malih kraljevina. Potrajao je sve do 1787. godine kad je jedan od prinčeva,  nećak kralja Andrianjake iz Ambohimange Ramboasalama (jedan od četvorice braće kojima je podijeljena Imerina), protjerao svog ujaka s prijestolja i uzeo vladarsko ime Andrianampoinimerina. Novi kralj služio se diplomacijom te nešto manje silom kako bi ponovno ujedinio Imerinu, ali njegove dugoročne namjere bile su vlast nad cijelim Madagaskarom. To je velikoj mjeri ispunio tek njegov sin Radama I.
Kraljevi i kraljice dinastije Merina, koja je vladala većim dijelom Madagaskara u 19. stoljeću, bili su potomci niza nasljednih plemića plemena Merina. Po usmenoj predaji potjecali su od prvih stanovnika otoka ili bili sinovi samoga Boga. Merine su tako poput ostalih plemena na otoku izgradili jako kastinsko društvo, s čvrstom podjelom na aristokraciju (andriana), ostale slobodne ljude (hova) i robove (andevo). Njihovi glavni suparnici bili su Sakalave sa zapadne obale, koji su još tijekom srednjega vijeka počeli dolaziti u kontakt s trgovcima robljem s Arapskog poluotoka i iz Europe. Prvi od svih Malgaša došli su do vatrenog oružja, što im je dalo veliku prednost nad ostalim plemenima Madagaskara. Tako je od 16. stoljeća politički život na otoku bio obilježen povremenim sukobima između kraljevstava Merina i Sakalava. Sakalave su upadale u Imerinu u lov na robove, a kasnije su Merine htjele pokoriti Sakalave.

### Kralj Andrianampoinimerina (oko1787.–1810.)
Od 1800. godine nadalje, Andrianampoinimerina je širio svoje kraljevstvo izvan granica Imerine počevši odrađivati dug i težak zadatak ujedinjenja ostalih 18 etničkih skupina na otoku. Ostao je upamćen po ambicioznom proglasu Ni ranomasina no valapariako ("More je granica mojih rižinih polja"). No, istaknuo se među ostalim malgaškim kraljevima i plemenskim poglavicama po svojim vladarskim sposobnostima. On je kodificirao zakone, nadzirao gradnju nasipa i rovova, meliracijskim radovima povećao količinu obradivog zemljišta oko Antananariva, te uveo suvremena sredstva u poljoprivredu. Usto je bio uzorni vojni zapovjednik, do svoje smrti 1810. osvojio je zemlje brdskih plemena Bara i Betsileo, počevši pripreme za proširenje granica do obala otoka.

### Kralj Radama I. (1810.–1828.)
Andrianampoinimerin sin Radama I. (Radama Veliki) preuzeo je prijestolje u doba velike prekretnice u europskoj povijesti, Napoleonovog poraza 1815. godine, koji je imao i posljedice po Madagaskar. Nakon tog poraza odnos snaga u Europi i kolonijama promijenio se u korist Britanaca. Oni su prije svega željeli nadzirati pomorske puteve u Indijskom oceanu, te su zbog toga preoteli otoke Reunion i Mauricijus od Francuske 1810. Nakon toga vratili su Francuskoj Reunion, ali zadržali Mauricijus kao bazu za širenje carstva. Guverner Mauricijusa nastojao je svim sredstvima da Madagaskar ne dođe pod nadzor Francuske, zbog toga je i priznao Radamu I. kao malgaškog suverena. Taj diplomatski manevar naglasio je ideju da je Madagaskar suverena zemlja, kako bi se time spriječile teritorijalne pretenzije bilo koje europske sile.
Radama I. sklopio je ugovor o prijateljstvu s Britanskim Carstvom, pristajući na zabranu trgovine robljem, i davanjem slobode djelovanja britanskim protestantskim misionarima na Madagaskaru. Na prvi pogled, to su bili solidni i neškodljivi uvjeti, ali su protestantski misionari proširili britanski utjecaj i kršćanstvo. Zabrana trgovine robovima oslabila je Reunion koji je ostao bez robovske radne snage za rad na plantažama šećera, te Madagaskar koji je zarađivao na toj trgovini. U zamjenu za zabranu trgovine robljem, Madagaskar je dobio kompenzaciju u vidu godišnjeg iznosa od 1 000 dolara u zlatu, 1 000 u srebru, godišnje isporuke baruta, kremena i mušketa, te 400 odora na godinu. Guverner Mauricijusa pomagao je Radamu I. slanjem vojnih savjetnika, koji su ponekad i vodili njegovu merinsku vojsku u borbi protiv Sakalava i Betsimisaraka. Godine 1824., nakon što je porazio Betsimisarake, Radama je izjavio: Danas je cijeli otok moj! Madagaskar ima samo jednog gospodara. Radama je umro 1828. godine pod nerazjašnenim okolnostima.

### Kraljica Ranavalona I. (1828.–1861.)
Tridesetrogodišnja vladavina kraljice Ranavalone I., udovice Radame I., bila je obilježena borbom za očuvanje kulturne i političke suverenosti Madagaskara od francuskih i britanskih kolonijalnih pretenzija i izolacionizmom. Kraljica je odbacila ugovor koji je njen muž potpisao s Velikom Britanijom, a 1835. godine izdala kraljevski edikt kojim zabranjuje kršćanstvo i misionarski rad na otoku. Time je otpočeo progon vlastitih sunarodnjaka koji su prešli na kršćanstvo. Ranavalona je umrla 1861. godine, ostavivši prijestolje svom sinu Radami II.

### Kralj Radama II. (1861.–1863.)
Ranavalonin sin i nasljednik, kralj Radama II., odrastao je pod velikim utjecajem Francuza naseljenih u Antananarivu. Tako nije bilo nikakvo čudo kad je 28. lipnja 1855., u vrijeme dok je još samo prijestolonasljednik, potpisao ugovor s francuskim poduzetnikom Josephom-Françoisom Lambertom, takozvanu Povelju Lambert. Poveljom je dao ekskluzivno pravo na eksploataciju svih rudnih bogastava, šuma i neiskorištenog zemljišta na Madagaskaru, u zamjenu za 10% od prihoda koje bi Lambert plaćao dvoru. Ta nesretna povelja i njeno tumačenje bila je u idućim godinama razlogom francuske ljutnje i casus belli za Francusko-malgaški rat i zaposjednuće otoka kao kolonije.
Tijekom svoje kratke vladavine od svega dvije godine, Radama II. ponovno je dopustio trgovinu s Mauricijusom i Reunionom (zapravo s europskim trgovcima), te pozvao kršćanske misionare i strance vratiti se na Madagaskar. Kralj je vratio na snagu mnoge zakone iz doba Radame I. Njegova liberalna politika došla ga je glave, jer je naljutila dvorsku aristokraciju i predsjednika vlade Rainivoninahitrinionija koji je organizirao državni udar protiv mladog kralja. Po brojnim izvorima Radama je udavljen 12. svibnja 1863., iako ima nekih koji i danas tvrde da je on možda preživio udar i živio do duboke starosti kao anonimni građanin.

### Kraljica Rasoherina (1863.–1868.)
Dvorsko vijeće (Andriana) na čelu s predsjednikom vlade Rainilaiarivonijem odabralo je udovicu kralja Radame II. Rabodo kao buduću kraljicu, ali uz uvjete da zabrani praksu božjeg sudovanja (izvođenja dokaza mučenjem) i osigura slobodu vjeroispovijesti u monarhiji. Rabodo je okrunjena za kraljicu 13. svibnja 1863. godine pod imenom Rasoherina, vladala je sve do smrti 1. travnja 1868.
Malgaši su zapamtili kraljicu Rasoherinu kao svoju prvu vladaricu koja je uputila malgaške veleposlanike u London i Pariz, ali i zabranila trgovanje nedjeljom. Ona je 30. lipnja 1865. potpisala ugovor s Ujedinjenim Kraljevstvom, kojim je dala britanskim podanicima pravo na najam zemljišta i nekretnina na otoku i pravo na stalnog veleposlanika. Sa Sjedinjenim Američkim Državama potpisala je sporazum o trgovini i suradnji, njime je bio djelomično ograničen uvoz oružja i izvoz stoke s Madagaskara. Na kraju je potpisala mirovni ugovor s Francuskom, kojim je naglašeno pomirenje dva naroda. Rasoherina se udala za svog predsjednika vlade Rainivoninahitrinionija, ali je on nakon javne kritike protiv njegove umiješanosti u ubojstvo Radame II. uskoro bio prisiljen dati ostavku i otići u progonstvo među Betsileje. Ona se tad udala za njegova brata Rainilaiarivonija, koji je u vrijeme ubojstva Radame II. bio vrhovni vojni zapovjednik vojske, a nakon bratove ostavke postao predsjednik vlade. Rainilaiarivoni je postao toliko moćan da je praktično on vladao Madagaskarom 32 godine, oženio se svima trima posljednjim kraljicama zaredom kako je koja umirala.

### Kraljica Ranavalona II. (1868.–1883.)
Kraljicu Ranavalonu II. odgojilo je i školovalo londonsko misionarsko društvo, krstila se 1869. u anglikanskoj crkvi, tako da je nakon toga anglikanstvo postalo službenom državnom religijom Madagaskara. Nakon što je javno spalila sve svoje prijašnje animističke talismane, ohrabreni tim činom veliki broj katoličkih i protestantskih misionara pohrlio je na Madagaskar osnivati crkve i vjerske škole. Vladavine ove kraljice trajala je u zenitu britanskog utjecaja na otoku.

### Kraljica Ranavalona III. (1883.–1897.)
Ranavalona III. je bila posljednja malgaška kraljica. Javno je okrunjena 22. studenog 1883. godine i ona se kao i njezine prethodnice udala za moćnog Rainilaiarivonija koji je postao i njen predsjednik vlade. Od početka svoje vladavine sukobljavala se s Francuzima, prema kojima je zauzela načelno čvrst nepopustljiv stav usprkos njihovim otvorenim prijetnjama. Kulminacija nesnošljivosti između kraljice i Francuza zbila se 1894., kad je zajedno sa svojom vladom odbila francuske zahtjeve za teritorijalnim ustupcima i njihovo tumačenje potpisanog ugovora iz 1885.

### Kraj malgaške monarhije
Francuska je prvi put napala Madagaskar 1883. u ratu koji je bio poznat kao Francusko-malgaški rat, casus belli za Francuze je bilo poništenje Lambertove povelje i imovina oduzeta od francuskih građana za koju su oni tražili odštetu. Na kraju tog rata, Madagaskar je morao ustupiti luku Diego Suarez i Francuskoj platiti odštetu od 560 000 franaka u zlatu nasljednicima Josepha-Françoisa Lamberta. Budućnost otoka u međuvremenu je odlučena u Europi, u diplomatskim krugovima, u kojim su veliki podijelili afrički kontinent. Dogovorili su se da Velika Britanija dobije sultanat Zanzibar, a zuzvrat ustupi Heligoland Njemačkoj i prepusti Madagaskar u korist Francuske. Taj sporazum značio je kraj Kraljevine Madagaskara. Vječni predsjednik vlade Rainilaiarivori dotad je uspio sačuvati neovisnost Madagaskara lavirajući između Velike Britanije i Francuske, ali sada je Francuska dobila slobodne ruke bez straha od britanske intervencije.
Francuzi su novi sukob otpočeli bombardiranjem i okupacijom luke Toamasine u prosincu 1894., zatim su u siječnju 1895. godine zauzeli luku Mahajangu. Nakon toga su u svibnju uputili istraživački odred iz Mahajange koritom rijeke Betsiboke u cilju zauzimanja Antananariva. Mnogi francuski vojnici pomrli su od malarije i drugih bolesti tijekom marša na glavni grad. Francuzi su stigli do Antananariva u rujnu 1895. Malgaška vojska uspjela ih je zadržati na prilazima gradu tri dana, ali je nakon bombardiranja palače Rove kraljica Ranavalona III. procijenila kako je daljnji otpor nemoguć i pristala na predaju Francuzima. 
Nakon toga je francuski parlament 1896. godine izglasovao zaposjednuće Madagaskara, što je bio kraj 103 godine starog Kraljevstva Merina koje je završilo progonstvom predsjednika i muža Rainilaiarivonija u Alžir. Na kraju je protjerana i sama kraljica 17. srpnja 1896. godine.

## Vanjske poveznice
- Precolonial Madagascar history